# Research onion
| Research Onion - I. Theoretisch kader - 1-wetenschapsfilosofie, epistemologie, kennistheorie - positivisme - constructivisme/interpretivisme - pragmatisme - 2-onderzoeksaanpak, wetenschappelijke methode - empirische cyclus - deductie - inductie - abductie - II. Onderzoeksontwerp - 3-onderzoeksstrategie, onderzoeksopzet - kwalitatief of kwantitatief onderzoek - Analytisch onderzoek - Kritisch onderzoek - Voorspellend onderzoek - gevalsstudie of casestudie - Survey - Experimenteel onderzoek - Quasi-experimenteel onderzoek - 4-methodologische keuzes - mono-methoden - multimethoden (kwalitatief ↔ kwantitatief) - gemengde methoden (complex ↔ enkelvoudig) - 5-tijdshorizon - diachroon/longitudinaal onderzoek, synchroon/dwarsdoorsnede - III. Doel, tactiek, techniek, procedures - 6-onderzoeksdoel - exploratief onderzoek/verkennend onderzoek - descriptief onderzoek/beschrijvend onderzoek - interpretatief onderzoek - verklarend onderzoek - causaal onderzoek/causaal-vergelijkend onderzoek - 7-onderzoekstactieken, technieken en procedures - data - nauwkeurigheid - steekproeven of hele populatie - 8-Uitvoering van het onderzoek - materiaalgebruik, gegevens verzamelen - gegevens analyseren (datareductie) - rapportage en verantwoording |

De research onion ("onderzoeksui") van Saunders et al. is een schematische weergave (als de schillen van een ui) van de methodische keuzes die in de fundamentele en toegepaste wetenschappen bij consequente toepassing tot een verantwoorde onderzoeksmethode kunnen leiden. 
De schillen van de research onion gaan van algemeen naar specifiek en geven de verschillende lagen van detaillering van het onderzoek weer. Binnen het raamwerk moeten de verschillende aspecten van het onderzoek onderzocht en gepland worden om tot een gedegen onderzoeksontwerp te komen.
Schematisch kan de research onion worden weergegeven met drie beslissingsniveaus. Daarbinnen zijn er van buiten naar binnen de volgende lagen: onderzoeksfilosofie, onderzoeksaanpak, onderzoeksstrategie, methodologische keuzes, tijdshorizon, (onderzoeksdoel), technieken en procedures en de uitvoering van het onderzoek met gegevens verzamelen, gegevensanalyse en rapportage of terugkoppeling aan de opdrachtgever. Deze lagen worden vaak verschillend ingevuld en omschreven, afhankelijk van de aard van de onderzoeksgebieden. De research Onion naar Saunders kan worden toegepast bij verschillende soorten onderzoek, zoals bij marktonderzoek, klinisch onderzoek, wetenschappelijk onderzoek, gerechtelijk onderzoek, forensisch onderzoek (bij politieonderzoek en recherche) of parlementair onderzoek.
De research onion is een hulpmiddel bij het holistisch denken over methodologie, waarbij het hulp biedt bij de te nemen beslissingen die het research design en de methodologie betreffen. Bij een probleemstelling of onderzoeksvraag moet gezocht worden naar welke gegevensverzameling en analysetechnieken en procedures het beste passen. De resultaten van een onderzoek moeten antwoord geven op de probleemstelling. Het onderzoek wordt gestuurd door de probleemstelling, omdat deze de invalshoek bepaalt en daardoor het type onderzoek en de aard van de verslaglegging.

## I. Theoretisch kader

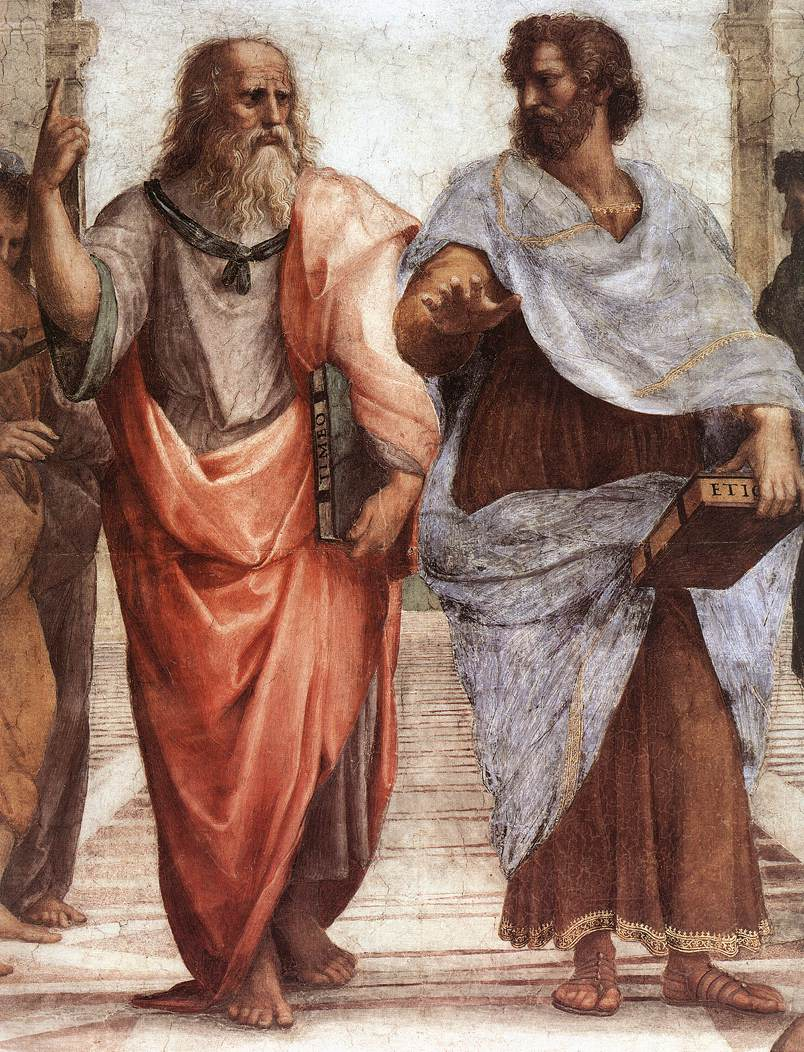
Aristoteles (rechts) met Plato (links), een detail uit de De school van Athene een fresco van Rafaël

Tot de aspecten van onderzoek behoren de aard van de werkelijkheid (ontologie of zijnsleer), de vraag wat aanvaardbare vormen van kennis zijn (epistemologie) en de rol die waarden spelen (axiologie). Het theoretisch kader vormt de basis van onderzoek, en vertegenwoordigt de fundamentele aannames over kennis en realiteit.

### 1-Onderzoeksfilosofie
De kennistheorie, epistemologie, kentheorie, kennisleer, kenleer, of onderzoeksfilosofie is de tak van de filosofie die de aard, oorsprong, voorwaarden voor en reikwijdte van kennis en het weten onderzoekt. Het onderwerp van de epistemologie zijn de uitgangspunten en grondbeginselen van kennisverwerving, het proces waarbij kennis wordt vergaard door deductie waarbij gevolgtrekkingen worden gemaakt door uitspraken logisch af te leiden uit andere uitspraken, of door inductie waarbij dit gebeurt op basis van waarnemingen, of via anderen zoals met onderwijs of zelfstudie. Het bevat belangrijke aannames over de wijze waarop men naar de wereld kijkt. 

### Voorbeelden
De ene filosofie is niet beter dan de andere, maar zij zijn beter voor verschillende doeleinden. Het continuüm van kennistheorieën wordt gehanteerd naargelang de verschillende deelvragen of onderdelen van het onderzoek daar naar vragen.

#### Paradigma
Het positivisme gaat ervan uit dat kennis onafhankelijk is van het onderwerp dat wordt bestudeerd. Het is de filosofische positie van de natuurwetenschapper, die de voorkeur geeft aan het werken met een observeerbare (sociale) werkelijkheid. Het uiteindelijke doel is generaliseerbare wetten. Dit onderzoek bestaat veelal uit het formuleren van hypothesen op basis van bestaande theorieën en het (statistisch) toetsen van deze hypothesen op basis van objectief waarneembare of meetbare gegevens.
In het realisme gaat er van uit dat er een werkelijkheid onafhankelijk van het menselijk bewustzijn bestaat en wordt de waarheid gezien als datgene wat onze zintuigen waarnemen als de werkelijkheid. De objecten bestaan onafhankelijk van het menselijk brein. Realisme is de filosofie dat er een werkelijkheid onafhankelijk van het menselijk bewustzijn bestaat. Daarbij is het de vraag of waarnemingen accuraat zijn of afgeleiden van gevoelens of gewaarwordingen. Volgens het kritisch realisme kunnen onze zintuigen ons bedriegen. Sociale wetenschap gaat vaak uit van dit laatste.
Het interpretivisme of constructivisme gaat er vanuit dat kennis tot stand komt door een actieve constructie, eerder dan een passieve representatie van de werkelijkheid en dat individuele waarnemers hun eigen perceptie en begrip van de werkelijkheid hebben. Positivistische studies zijn vaak wetenschappelijker en resulteren ze in testverschijnselen, terwijl interpretivistische studies vaak kwalitatief van aard zijn.
Het pragmatisme legt de focus op het verbinden van praktijk en theorie: een opvatting wordt aangenomen voor 'waar', als deze in de praktijk werkt. Het pragmatisme ontwijkt het debat tussen positivisme en constructivisme en gaat uit van de onderzoeksvraag.

### 2-Onderzoeksaanpak

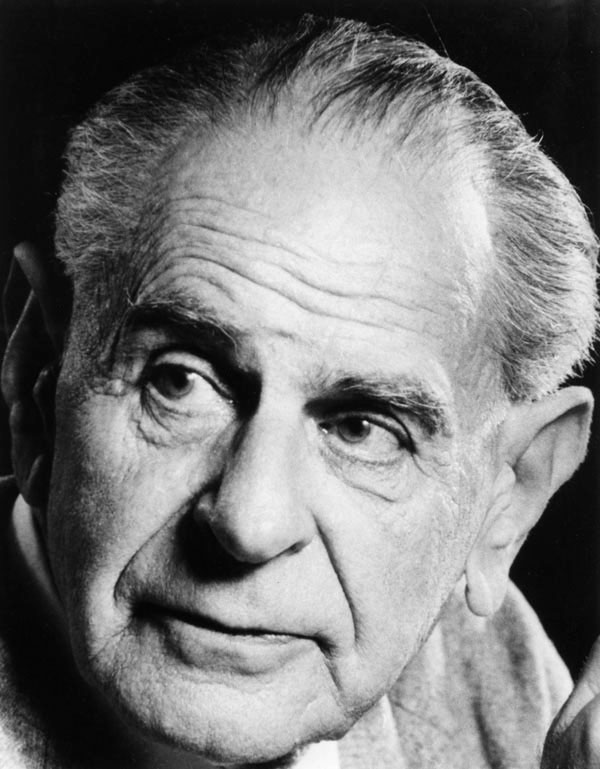
Karl Popper.

De onderzoeksaanpak om op een systematische manier wetenschappelijk onderzoek te doen zijn grofweg te verdelen in twee belangrijke benaderingen: deductie en inductie. Daarnaast wordt nog abductie onderscheiden. De aanpak verschilt onderling van elkaar in de mate waarin voorafgaand aan het onderzoek de theorie een rol speelt.
Deductie is het toetsen van uit bestaande theorieën afgeleid hypothese. De onderliggende filosofie is het positivisme. Daartoe worden de hypothesen geoperationaliseerd (nauwkeurig aangeven hoe de concepten of variabelen worden waargenomen om een relatie tussen specifieke concepten of variabelen te accepteren. Op basis van waarnemingen of metingen worden de hypothesen getoetst met als resultaat het accepteren of verwerpen van de hypothesen.
Inductie is een manier van abductief redeneren waarbij er op grond van een aantal specifieke waarnemingen tot een generalisatie (een algemene regel) wordt gekomen, bij voorbeeld wetten in juridische en natuurkundige zin en spraakkunstregels in de taalkunde. De term werd bedacht en voor het eerst gebruikt door de Amerikaanse logicus en filosoof C.S. Peirce. 
In de empirische cyclus wordt kennis opgedaan uit ervaringen door middel van het opstellen van hypotheses en deze te toetsen. In de stappen van het proces worden zowel inductie als deductie toegepast. In de natuurwetenschappen en bij de psychologie gebeurt dit vaak door uitvoeren van experimenten. 
Abductie is een manier van redeneren waarbij een mogelijke verklaring voor een (onverwacht) verschijnsel als de juiste wordt gekozen. De verklaring is dan wel een voldoende voorwaarde, maar niet een noodzakelijke. Er zijn andere verklaringen mogelijk. In wetenschappen waar empirisch bewijs schaars is en bovendien niet kan worden aangevuld met experimenten, zoals in de archeologie en paleontologie, is abductie soms de enige methode om tot conclusies te komen. Abductie is zwakker dan deductie (de gekozen verklaring is daar de enig mogelijke) en zelfs zwakker dan inductie.

## II. Onderzoeksontwerp
Tot het onderzoeksontwerp behoren de onderzoeksopzet of onderzoeksstrategie, de methodologische keuzen en de tijdshorizon van het onderzoek.

### 3-Onderzoekstrategie
Onderzoeksstrategie (onderzoeksopzet, research design) verwijst naar het plan van hoe gegevens zullen worden verzameld. Sommige strategieën horen duidelijk bij een deductieve of bij een inductieve benadering, maar vaak is dit onderscheid niet duidelijk te maken. Sommige onderzoeksstrategieën neigen meer naar kwantitatieve of juist naar kwalitatieve methoden. De onderzoeksstrategie wordt gekozen op basis van het doel van het onderzoek en de gegevens die nodig zijn voor het onderzoek.

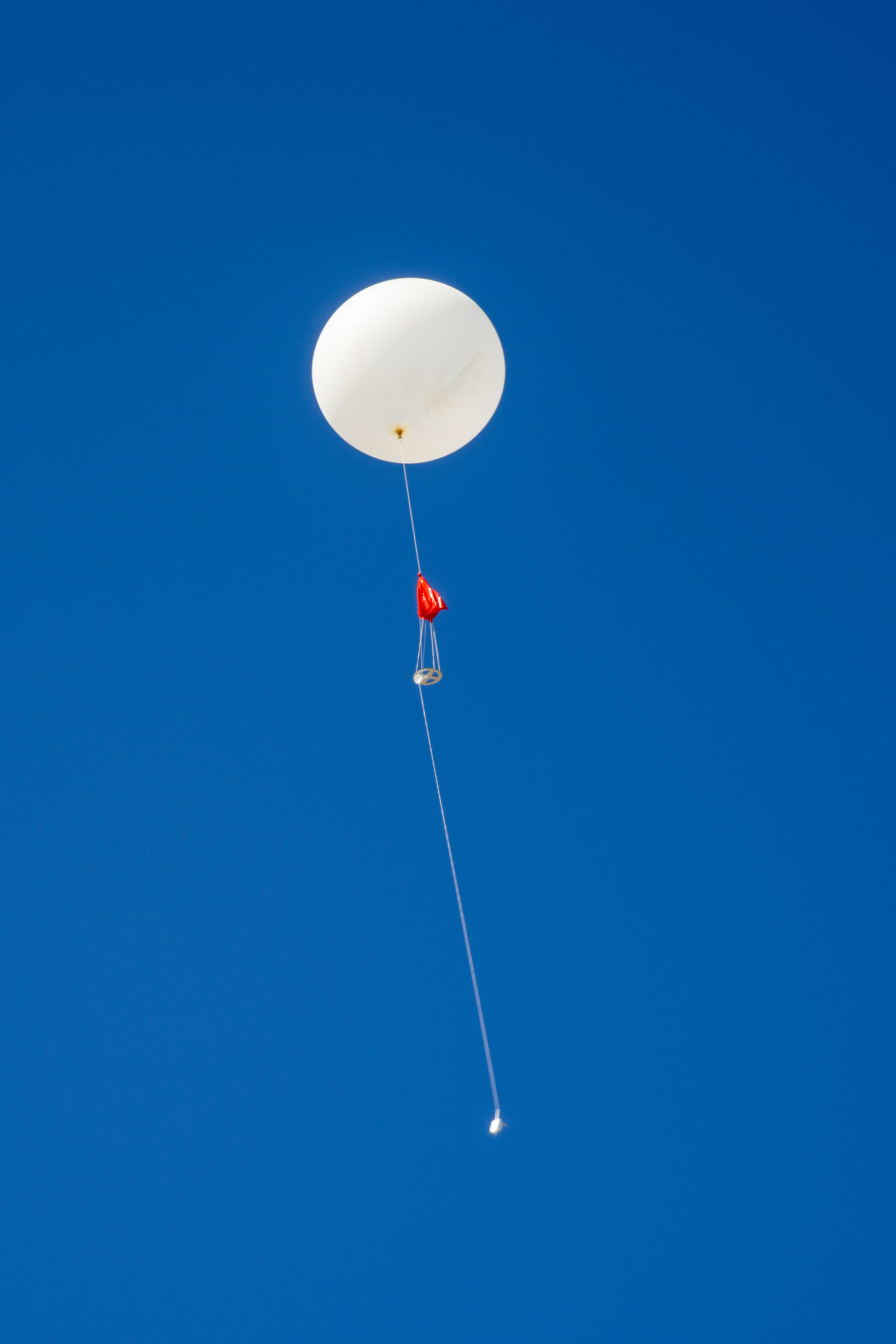
Weerballon oplaten: voorspellend meteorologisch onderzoek.

Afhankelijk van het doel van het onderzoek zijn er verschillende onderzoeksstrategieën zijn mogelijk, zoals:
- experimenteel onderzoek is een deductieve strategie met een zorgvuldig opgezette en nauwkeurige observatie van een stukje werkelijkheid dat kan worden uitgevoerd om een wetenschappelijke hypothese te testen. Experimenten onderzoeken oorzaak-gevolgrelaties, waartoe onafhankelijke variabelen worden gemanipuleerd om het effect ervan op de afhankelijke variabele te kunnen waarnemen. Het gebruik van controlegroepen in gecontroleerde omstandigheden is van belang voor het garanderen van de validiteit en betrouwbaarheid van de resultaten.
- quasi-experimenteel onderzoek
- veldwerk (survey) is gewoonlijk een vragenlijst met gesloten vragen over hun meningen, gedrag of ervaringen. De vragenlijsten worden naar een groot aantal deelnemers gestuurd om zoveel mogelijk reacties te verzamelen.
- interview of vraaggesprek is een deductieve methode: een gesprek waarbij een of meer personen worden bevraagd door een of meer interviewers. Het is een deductieve methode om een persoon systematisch kennis van een ander te laten vergaren.
- enquête, waarbij gebruik wordt gemaakt van een vragenlijst, die wordt voorgelegd aan meerdere personen. Deze personen kunnen de hele doelgroep vormen, of zijn gehaald uit een representatieve steekproef. Het onderzoek kan gaan om zowel feiten als meningen (zoals bij een opiniepeiling).
- Gevalsstudie of casestudie is diepgaand empirisch onderzoek van tijdelijke specifieke verschijnselen van een enkel geval (een persoon, groep, gebeurtenis of situatie in een bepaalde periode).
- systematisch literatuuronderzoek, archiefonderzoek is, afhankelijk van de aanwezigheid van geschikte gegevens, onderzoek aan documenten en administratieve gegevens.
- grounded theory wordt vaak gezien als de klassieke inductieve benadering door nieuwe theorieën te genereren, op grond van verzamelde empirische gegevens. Het wordt dus gebruikt om theoretische verklaringen te ontwikkelen in een breed scala aan contexten.
- thematische analyse is het onderzoek naar betekenisvolle patronen ("thema's") binnen kwalitatief onderzoek. Thematische analyse is een methodologie of onderzoeksopzet die gebruikt kan worden om uit wetenschappelijk onderzoek verkregen gegevens te analyseren.

### 4-Methodologische keuze
In de fase van de methodologische keuze wordt beslist om hoeveel gegevenstypen in het onderzoek gebruikt zullen worden. Onderzoeksmethoden kunnen grofweg worden ingedeeld binnen kwalitatief en kwantitatief. Op basis van deze typering zijn verschillende methodologische keuzes mogelijk, zoals mono (enkelvoudig), gemengde en multi-methoden.
- Mono-methoden bestaan uit het toepassen een enkele methode welke kwalitatief dan wel kwantitatief kan zijn.
- Bij gemengde methoden worden kwalitatieve met kwantitatieve methoden gecombineerd.
- De multi-methoden bestaan uit het combineren van verschillende methoden, maar wel beperkt tot kwalitatief (bijv. interviews en waarnemingen) dan wel kwantitatief, bijv. thematische analyse gecombineerd met kwalitatieve inhoudsanalyse of enquêtes gecombineerd met archiefonderzoek.

### 5-Tijdshorizon
In onderzoek zijn er twee tegengestelde tijdshorizonten te onderscheiden: synchronisch versus diachronisch onderzoek.
Een synchroon, synchronisch of dwarsdoorsnede-onderzoek is een type onderzoek of analyse waarin een fenomeen op een moment in de tijd onderzocht wordt. Daartegenover is diachronisch, diachroon, longitudinaal of cohort-onderzoek een vergelijkend onderzoek dat plaats vindt in de loop van de tijd, onder verder gelijke omstandigheden.

## III. Doel, tactiek, techniek, procedures

### 6-Onderzoeksdoel
Als onderzoeksdoel kunnen verschillende typen onderzoek worden gerekend, zoals beschrijvend, verkennend, interpretatief en verklarend onderzoek.
Beschrijvend of descriptief onderzoek omvat het observeren en beschrijven van de eigenschappen en de gedragspatronen van een objecten als individuen, gemeenschappen of welke groep dan ook, de variatie daarin en de onderlinge verschillen.
Beschrijvend onderzoek onderscheidt zich van andere vormen van onderzoeksstrategieën doordat observaties plaatsvinden in bestaande situaties, die eveneens een onderdeel van het onderzoek kunnen vormen. Beschrijvend onderzoek wordt doorgaans gebruikt voor de beschrijving van bepaalde situaties. Bij dit type onderzoek worden enquêtes en casestudies vooral gebruikt om de gegevens te verzamelen en de specifieke reeks van eigenschappen te begrijpen.
Verkennend of exploratief onderzoek heeft als doel het verkrijgen van nieuw inzicht in een probleem of in bepaalde situaties, maar werkt wel aan het bieden van de oplossing voor het onderzoeksprobleem. Deze onderzoeksstrategie wordt doorgaans uitgevoerd als er zeer weinig of geen eerder onderzoek naar het onderzoeksonderwerp is gedaan. 
Interpretatief onderzoek is vergelijkbaar met de kwalitatieve onderzoeksstrategie. De interpretatie wordt gedaan via het gebruik van het betekenisgevingsproces en niet door het testen van hypothesen. Deze strategie maakt zo gebruik van menselijke ervaringen om de verschijnselen te begrijpen.
Verklarend, causaal of causaal-vergelijkend onderzoek is onderzoek om de verbanden tussen variabelen te verklaren, dat de aard en omvang van oorzaak-en-gevolgrelaties tussen twee of meer variabelen identificeert.

### 7-Technieken en procedures
Praktische aspecten van een onderzoek om keuzes te maken hebben betrekking op specifieke technieken en procedures: welk type gegevens zullen worden verzameld, hoe de steekproefomvang zal worden bepaald en ten slotte hoe de gegevens zullen worden geanalyseerd. Daarbij wordt rekening gehouden met:
- welk type gegevens en welk datatype, zoals kwalitatieve en/of kwantitatieve gegevens en tekst of numeriek (en zo ja, welke meetschaal)
- gewenste nauwkeurigheid van de gegevens: schattingen ↔ telling, metingen, observaties, waarnemingen
- welke gegevens, zoals primaire gegevens of secundaire gegevens
- welke verzamelmethoden zoals veldwerk of laboratorium en onderzoek onder gecontroleerde omstandigheden
- wat voor steekproefneming: hele populatie of steekproeven
- te gebruiken materialen voor interviews, vragenlijsten, questionnaires

### 8-Uitvoering van het onderzoek
De uitvoering van het onderzoek bestaat uit het verzamelen van de gegevens, de analyse van de gegevens (datareductie) en tot slot de rapportage, de verantwoording voor de gedane keuzes en de terugkoppeling naar de opdrachtgevers van het onderzoek.

#### Gegevens verzamelen
Het verzamelen van de gegevens: welke gegevens worden verzameld op welke wijze, wat voor steekproeven, welk type data.
- steekproeven tot een hele populatie
- primaire gegevens en/of secundaire gegevens
- interviews, vragenlijsten en questionnaires opstellen
- schattingen, observaties, waarnemingen, metingen en tellingen uitvoeren
- veldwerk en/of laboratoriumonderzoek

#### Gegevensverwerking
Datareductie, gegevensverwerking of data-analyse maakt gebruik van samenvattende teksten, berekende waarden en van grafische voorstellingen. Het doel van de berekende waarden is vaak een samenvattende beschrijving te geven van een groep, de verschillen met andere groepen of de samenhang met factoren of variabelen:
- Centrummaat (zoals rekenkundig gemiddelde, modus, mediaan), spreiding, maximum- en minimum-waarde, verhoudingen, frequenties, betrouwbaarheidsintervallen;
 grafisch: staafdiagram, histogram, cirkeldiagram of taartdiagram, lijndiagram, radardiagram
- Trends, correlatie, regressie, optimum, gewogen gemiddelden, distantie en similariteit;
 grafisch: spreidingsdiagram
- Multivariabele analyse: clusteranalyse, ordinatie (multivariate gradiëntanalyse, 'multidimensional scaling');
 grafisch: dendrogram, ordinogram
- Opsporen van uitbijters en redundantie; ruis en informatie

Behalve deze berekende waarden zijn er nog veel andere die vaak worden in gespecialiseerde vakgebieden.

#### Rapportage
Een onderzoek besluit met een rapportage of verslaglegging waarin wordt ingegaan op de opdracht voor het onderzoek, de probleemstelling, de uitvoering en de conclusies: terugkoppeling naar de opdrachtgever en verantwoording van de gemaakte keuzes.